# Блиновский пассаж
Блино́вский пасса́ж — памятник истории и культуры в историческом центре Нижнего Новгорода. Построен в русском стиле в 1876—1878 годах по заказу нижегородских купцов Блиновых. Автором проекта выступил академик архитектуры Александр Бруни. Первый в истории торговый пассаж в архитектуре провинциальных городов России.
Здание выступает архитектурной доминантой исторического района Нижний посад, Рождественской улицы и площади Маркина, является объектом культурного наследия Российской Федерации — памятником истории и культуры регионального значения.

## История
История земельного участка, на котором расположено здание, прослеживается с XVII века. В 1618 году на нём, по распоряжению боярина Б. М. Лыкова, была возведена проездная башня дерево-земляного укрепления — Нового острога. К середине XIX века южная сторона спроектированной здесь Софроновской площади (сегодня — площадь Маркина) по Рождественской улице была плотно застроена доходными домами, которые постепенно были выкуплены купцами-промышленниками Фёдором, Аристархом и Николаем Блиновыми. Братья владели в общей сложности пятью каменными зданиями, двумя мукомольными и двумя крупяными заводами в Заволжье.
В XIX веке, наряду с активным строительством и проектированием широко распространённых торговых зданий — гостиных дворов и торговых рядов, появился специфический тип торгового здания — пассаж, представлявший собой композиционно замкнутые торговые улицы, в которых торговые лавки размещались вдоль крытой галереи, освещаемой посредством стеклянного фонаря на крыше. В первой половине XIX века пассажи стали чрезвычайно популярны в Европе, более 20 подобных зданий было возведено в Париже, при этом некоторые из них — например, объединённые в одну линию пассажи Панорам (1824), Жофрей (1847) и Вардо (1846) — могли проходить сразу через три городских квартала. Европейские пассажи оказали влияние и на русскую архитектуру, предопределив появление такого типа зданий в Москве (Голицынский пассаж) и Санкт-Петербурге (пассаж Эссен-Стенбок-Фермора). Во второй половине XIX века такой тип здания появился и в провинциальных русских городах, а самым первым из них стал Блиновский пассаж в Нижнем Новгороде.
В 1870-е годы купцы Блиновы решили выстроить на месте старых зданий новый доходный дом с пассажем. Проект выполнил петербургский академик архитектуры Александр Бруни (1825—1915), а надзор за строительством осуществлял нижегородский архитектор и инженер Роберт Килевейн (1825—1895). Строительные работы велись с 1876 по 1878 год и после окончания работ, весь комплекс доходного дома, который стал новой архитектурной доминантой старинного района Нижнего Базара, прозвали Блиновским пассажем, из-за расположения в нём первой в городе торговой галереи. 6 сентября 1879 года Блиновский пассаж осмотрел генерал-губернатор Николай Игнатьев, в честь которого был дан торжественный завтрак, «и тем совершилось как бы официальное новоселье этого, во всех отношениях замечательного дома».
После открытия в основном пятиэтажном объёме расположились разнообразные торговые и конторские помещения. Нижний этаж занимали крупные магазины со входами с улицы. Периметр внутренних дворов также занимали двухэтажные лавки с конторами. В левом объёме разместилась одна из лучших городских гостиниц — «Биржевые номера» с рестораном Н. Г. Пермякова. Здесь же было открыто отделение банка. Правая часть дома была отдана под городскую Главную почтово-телеграфную контору, позже — Центральную телеграфную станцию. Непосредственно сам пассаж был расположен в одноэтажном корпусе, примыкавшим к доходному дому со двора. Первоначально в подвальном этаже пассажа были устроены бассейны с проточной родниковой водой для хранения живой рыбы.
Современники в 80-х годах XIX века писали, что при строительстве здания «были претензии на изящество… высота громадная, стёкла зеркальные», однако за внешним фасадом скрывались «рогожные кули, бочки с керосином и бакалейным товаром». Вскоре, в 1879 году, по инициативе Фёдора Блинова, в пассаже начала свою деятельность Нижегородская биржа, через некоторое время получившая официальный статус. Деятельность биржи постепенно расширялась и отведённых ей помещений становилось недостаточно, к тому же в пассаже регулярно случались пожары, вскрывшие «множество самых вопиющих недостатков» в планировке здания. В 1896 году биржа переехала в собственное здание. Пассаж тем не менее оставался одним из центров торгово-деловой жизни «Нижегородского Сити» — района Нижнего Базара. В. И. Виноградов писал в «Иллюстрированном путеводителе по Нижнему Новгороду и ярмарке», что доходный дом Блиновых — «самое бойкое и оживлённое в городе место коммерческого люда, толпящегося здесь с утра до ночи».
В 1894 году товариществом «Электрон» в здание было проведено автономное электрическое освещение. В гостинице «Биржевые номера» жил художник К. Е. Маковский во время работы над картиной «Воззвание Минина» (1896). 6 ноября 1901 года в здании, в ресторане Н. Г. Пермякова, состоялся прощальный банкет, устроенный нижегородской интеллигенцией в честь Максима Горького, отправлявшегося на лечение в Крым, а позже в арзамасскую ссылку. На банкете писатель прочитал сатирический памфлет «О писателе, который зазнался».
Последним владельцем пассажа был Макарий Блинов. После его смерти в декабре 1908 года не осталось завещания, поэтому всё состояние перешло к его супруге и четырём сёстрам. Наследство купца оказалось обузой для наследниц, так как Блинов оставил множество неоплаченных векселей, а общая сумма долгов покойного превышала 1,2 млн рублей. Само здание пассажа было заложено в Русском для внешней торговли банке. Однако наследникам повезло — к 1910-м годам снова возникла необходимость переезда Нижегородской биржи, так как её новое здание, построенное с многочисленными нарушениями, требовало основательного ремонта. С подачи председателя биржи купца Дмитрия Сироткина пассаж был куплен у наследников Блиновых за 475 тыс. рублей. Ещё летом 1911 года лично Сироткин совершил купчую, а позднее поставил вопрос о переходе доходного дома в ведение биржевого общества. В июне 1912 года начался ремонт запущенного здания. Работами руководил архитектор Л. Д. Агафонов (1897—1957). Биржа не переезжала в здание пассажа вплоть до начала Первой мировой войны, когда в её новом здании разместился лазарет. Выплаты по двум закладным, оформленным в Нижегородско-Самарском земельном банке, с полным переходом прав на здание к биржевому обществу, должны были завершиться в 1942 году.
Летом 1913 года в газете «Волгарь» сообщалось:
С прошлого года на огромном доме-пассаже Блинова на Рождественской улице красуется вывеска: «Дом нижегородского биржевого общества». Куплен он Д. В. Сироткиным для биржевого общества очень выгодно — менее, чем за полмиллиона рублей. Доходность дома составляет тысяч 70 в год, так что через 30 лет, или даже раньше, дом будет очищен от всех долгов — вся покупная сумма будет покрыта его доходами.«Волгарь», 1913 год.
В тот же период в доходном доме расположилась контора товарищества знаменитых нефтепромышленников братьев Нобель.
После революции 1917 года верхние этажи здания отдали под коммуналки, а в 1980-е годы передали Союзу художников СССР под мастерские. В 1919 году в Блиновском пассаже разместилось управление почтово-телеграфной конторы № 2. В 1928 году — почтово-телеграфная окружная контора и телеграф. В послевоенный период в здании находились: почта, междугородный пункт телефонной связи, сберкасса, адресное бюро, ювелирный магазин «Алмаз» и винный магазин.
К концу XX века пассажная часть доходного дома пришла в аварийное состояние. Первые ремонтные и ремонтно-реставрационные работы на памятнике проходили в 1996 и 1998 годах. Был восстановлен штукатурный слой и проведена вычинка кирпичной кладки на дворовых фасадах. В 2000—2008 годах, при приспособлении старого здания пассажа под «Центр занятости населения Нижегородской области» и размещения административно-офисных помещений, был выполнен комплекс реставрационных и ремонтных работ. Проект реставрации и приспособления разработали архитекторы С. М. Шумилкин и Ю. В. Коновалов в 1999—2000 годах. В 2013 году устроен новый вход в подвал здания. В 2016 году был проведён капитальный ремонт интерьеров третьего этажа, с заменой отделки полов, потолков, дверных и оконных проёмов, систем водоснабжения и водоотведения.

## Архитектура

### Стиль
Здание выстроено в «почвенническом» направлении русского стиля, основоположником которого был Владимир Шервуд, с опорой на русскую архитектуру XVII века. Доходный дом строился в период возведения Исторического музея на Красной площади в Москве (1875—1883, арх. В. И. Шервуд). Активное обсуждение в обществе фасадов здания музея, выполненных в русском стиле, повлияло и на нижегородскую постройку. Если здание музея строилось с учётом сложившегося ансамбля Красной площади, то пассаж стал новой доминантой складывавшегося ансамбля Софроновской площади. Использование в оформлении русского стиля было продиктовано окружающей исторической застройкой, так как рядом располагалось здание старинной Рождественской церкви, так что пассаж Блиновых рассматривался заказчиками в качестве продолжения традиций народной русской архитектуры. Кроме того, напротив возводилось здание новой Космодемьянской церкви (1872—1890, арх. Л. В. Даль), в облике которой были творчески переосмыслены характерные черты древнерусского зодчества.

### Объёмно-пространственное решение
Огромное для своего времени здание имеет сложное объёмно-пространственное решение и состоит из нескольких литеров. Четырёхэтажный основной корпус, выходящий главным фасадом на площадь Маркина, прямоугольный в плане с изолированными замкнутыми двориками, въезд в которые организован через три проездные арки. Боковые крылья корпуса трёхэтажные, но при движении к склону Дятловых гор их этажность понижается до двух этажей. Здания, расположенные со двора, вдоль склона, также двухэтажные. Внутреннее пространство было сгруппировано вокруг длинных коридоров — галерей.
Система дворовых построек, примыкающих со двора, изначально продолжала торговую линию вглубь участка почти на 40 метров и включает сам пассаж, дворовый корпус и пристрой. Пассаж соединён с основным корпусом одноэтажным переходом. С южной стороны двора расположен двухэтажный дворовый корпус, примыкающий с юга к подпорной стенке откоса, с востока — к главному корпусу, с запада — к торговому пассажу. Двухэтажный пристрой соединён с главным корпусом небольшим переходом, расположенным в восточном торце пристроя.

### Экстерьер
Монолитный слабо расчленённый фасад главного корпуса был обращён на площадь и стал формировать речную панораму города с Волги. Активный силуэт добавляли высокая кровля с гребнем в середине фасада и два пирамидальных шатра на углах центрального объёма (утрачены), а также шатёр на пониженной угловой части. Центральный объём в два раза превышал общий уровень застройки улицы, но благодаря пониженным боковым частям был органично вписан в панораму. Некоторые элементы убранства здания были заимствованы из византийской архитектуры. Для отделки карнизов, арок, углов использовался лекальный кирпич, изготовленный по специальным рисункам, так называемый «штучный набор». Машикули в мансардном этаже являлись отсылкой к традициям русской крепостной архитектуры.
Парадный фасад отмечен по горизонтали пятью ризалитами, по вертикали — междуэтажными тягами и антресольным этажом и увенчан богатым карнизом. Центральный ризалит венчает треугольный фронтон, на котором изначально располагались часы. Боковые ризалиты завершены парапетными чугунными решётками на кирпичных столбах и парапетными стенками. Плоскости ризалитов и углы главного фасада фланкированы ширинками. Боковой ризалит на правом углу увенчан остроконечным шатром.
В декоре фасада присутствуют различные архитектурные детали, имитирующие стилизованные формы построек XVII века: ширинки, поребрик, треугольные фронтоны сандриков, дыньки наличников. Наличники окон и некоторые детали экстерьера оштукатурены. Фасадные плоскости здания, за исключением первого этажа, не оштукатурены. Дворовый фасад решён в упрощённом виде: присутствуют простые рамки наличников окон и междуэтажные и карнизные пояски.
Одноэтажный объём торгового пассажа оштукатурен и окрашен. Фасады оформлены большими арочными окнами с профилированными наличниками. Акцентами его архитектурного решения стали высокие двухъярусные арочные проёмы и стеклянная двускатная крыша. Середина корпуса была отмечена восьмигранным залом, перекрытым пирамидальным световым фонарём.
Двухэтажный дворовый корпус с антресольным этажом оштукатурен. Архитектурное решение представлено ритмическим повторением дверных проёмов арочного очертания первого этажа и прямоугольных — второго. Двухэтажный пристрой имеет закруглённые в плане углы и простое архитектурное решение: окна прямоугольные без наличников, по фасаду проходит узкий подоконный пояс, цоколь оштукатурен.